# あなたを感じていたい
「あなたを感じていたい」（あなたをかんじていたい）は、ZARDの13作目のシングル。

## 概要
- リリース日は12月24日のクリスマスイブで、ZARDのシングルの中ではリリースされた日付が1年の間で最も遅い。
- セレクションアルバム『ZARD BLEND II 〜LEAF&SNOW〜』には表題曲、カップリング曲共に収録されている。

## 音楽性

### あなたを感じていたい
- 表題曲はNTTドコモ・ポケベル「パルフィーV」CMソングに起用された[1]。
- 織田哲郎が唯一、ZARDのシングルで編曲まで手がけた作品で、織田が当初作ったオケが地味であったため、ZARDの制作チームが手を加えて、結果的に織田が作ったものとはだいぶ違うものとなった。
- 坂井によると「白い吐息で、“ああ、冬が来た” と感じることはないですか？寒い薄暗い朝に、母親のような母性を感じさせる女性が両手を口のところに持っていくその仕草に色香を感じるのですが、そんな女性がこのストーリー (詞) の主人公です。」と語っている[注 2]。
- 当時のスタッフも「(今年は) それぞれの冬選び 想い出に手を振った〜という (歌詞) 一節がいいですね。」と語っている[注 3]。

## プロモーションビデオ
- ジャケット写真と連動したプロモーションビデオが制作されていたが、発売時は公開されておらず、2001年、2006年、坂井の死去後と段階を経て公開されていった。

## 記録
- ZARDのシングルでは10番目のヒット曲である[2]。
- 前作同様に初動は30万枚を突破したが、僅差でSMAP「たぶんオーライ」に阻まれ初登場2位となった（累計は本作が上回っている）。

## 収録曲
1. あなたを感じていたい
作詞：坂井泉水
作曲・編曲：織田哲郎
2. Take me to your dream
作詞：坂井泉水
作曲：川島だりあ
編曲：明石昌夫
「Stray Love」以来の川島だりあ作曲。結婚前の男女をイメージさせる歌詞が印象的なバラードソング。
3. あなたを感じていたい（オリジナルカラオケ）

## 楽曲の収録アルバム
- forever you（#1）
- ZARD BEST 〜Request Memorial〜（#1）
- ZARD BLEND II 〜LEAF&SNOW〜（#1,2）
- Golden Best 〜15th Anniversary〜（#1）
- BEST HIT BEING（#1）
- ZARD Single Collection 〜20TH ANNIVERSARY〜（#1,2）
- ZARD Forever Best 〜25th Anniversary〜（#1）